# سرخارگل
سرخارگل (اکیناسه، اکیناشا) یک گیاه دارویی است که استفاده آن در آمریکای شمالی و اروپا بسیار معمول است و به عنوان دارویی برای بهبود سرماخوردگی فروخته می‌شود.

## گیاه‌شناسی
سرخارگل گیاهی علفی و چند ساله از تیرهٔ کاسنی می‌باشد که ارتفاع آن حداکثر به ۱ تا ۱٫۵ متر می‌رسد. برگ‌های پایین ساقه تخم مرغی تا نیزه‌ای شکل هستند که حداکثر ۳۰ سانتی‌متر طول و ۲۰ سانتی‌متر عرض دارند. ساقه از انشعابات فراوانی برخوردار بوده و دارای پرزهای زبر و خشن است. گل‌ها معمولاً به رنگ ارغوانی، صورتی، قرمز ارغوانی، زرد و نارنجی دیده می‌شوند و دیسک مرکز آن‌ها (گلهای لوله‌ای) سبز تیره، قهوه‌ای تیره و سیاه‌رنگ می‌باشد.

## نیازهای اکولوژیکی و پراکنش
سرخارگل به نور فراوان احتیاج دارد و خاکهای سبک (شنی) و متوسط (لومی) را تحمل می‌کند. قادر است خشکی را به خوبی تحمل نماید. این گیاه به سرما مقاوم بوده و تا دمای منفی ۱۰ درجه سانتی گراد را به راحتی تحمل می‌کند.
سرخارگل بومی آمریکای شمالی است ولی امروزه در اکثر نقاط اروپا و آسیا و حتی برخی نقاط ایران هم به‌طور انبوه کشت می‌شود. سرخارگل به صورت خودرو در جلگه‌های شمال شرقی تگزاس، میسوری و میشیگان یافت می‌شود.

## کاشت، داشت و برداشت
سرخارگل معمولاً به دو طریق تکثیر می‌شود: ۱- تکثیر با بذر. بذرها از نیمهٔ دوم اسفند تا نیمهٔ اول فروردین در خزانه یا گلخانه پاشیده شده و با خاک تا عمق حداکثر ۲ سانتی‌متر پوشیده می‌شوند. بذور سرخارگل معمولاً از قوه رویشی پایینی برخوردار هستند و برای جوانه زنی نیازمند رطوبت بالا می‌باشند. بوته‌های قوی تر و پرپشت تر در پاییز به زمین اصلی منتقل می‌شوند و سایر بوته‌ها تا بهار سال آینده در گلخانه نگهداری می‌شوند. در طی تحقیقاتی که در منطقهٔ شمال شرق تهران (زردبند) توسط امید بیگی و همکاران صورت گرفته‌است، ۱۵ تیر تا ۱۵ مرداد زمان مناسبی برای انتقال نشا عنوان شده‌است. ۲- تکثیر به وسیلهٔ تقسیم بوته. در این روش معمولاً از گیاهان ۳ ساله استفاده می‌شود. در اواسط پاییز ابتدا شاخ و برگ‌های اضافی و مزاحم حذف گردیده و سپس بوته از خاک خارج می‌شود. بوته را به چهار تا پنج قسمت که هر کدام دارای مقداری ریشه باشند تقسیم کرده و کشت می‌کنند. ریشه گیاهان تا زمان کاشت بایستی به صورت مرطوب نگهداری شود.
سرخارگل گیاه کم توقعی است و نیاز زیادی به عملیات کود دهی ندارد ولی اگر در حین داشت به‌طور ماهیانه آن را با یک کود متعادل تغذیه کنیم نتیجهٔ بهتری خواهیم گرفت.
در مرحله گل دهی کامل پیکره رویشی از ارتفاع ۲۰ سانتی‌متری برداشت می‌گردد. سرخارگل تا سال چهارم دارای بازده اقتصادی می‌باشد.

## ترکیبات شیمیایی و فرآوری
تمام پیکر این گیاه اعم از ریشه و پیکر رویشی حاوی مواد ارزشمندی از قبیل ترکیبات آلکیل آمیدی، ایزوبوتیل آمید، اسید شیکوریک و … است. همچنین دارای اسانس هم می‌باشد که مهم‌ترین ترکیبات تشکیل دهنده اسانس سرخارگل را هومولن، کاریوفیلن و اکسید کاریوفیلن تشکیل می‌دهند.

## مکانیسم اثر
- تقویت‌کننده سیستم ایمنی بدن

اثرات فارماکولوژیکی عصاره اکیناسه به چند دسته از مواد موجود در آن شامل آلکامیدها، مشتقات کافئیک اسید، پلی آلکن‌ها، پلی آلکین‌ها و پلی ساکاریدها نسبت داده می‌شود. این تأثیرها عموماً با تحریک سیستم ایمنی غیراختصاصی صورت می‌گیرد.

آرابینوگالاکتان موجود در عصاره این گیاه سبب آزادسازی فاکتورهای TNF-α‏، TNF-β‏ و تولید سایتوکاین‌هایی مانند IL-‎۱‏، IL-6 و IL-10 به وسیله ماکروفاژها می‌گردد.

ترکیبات آمیدی لیپوفیلیک، آلکامیدها و مشتقات کافئیک اسید از جمله شیکوریک اسید موجود در عصاره گیاه سرخارگل سبب افزایش فعالیت فاگوسیتوزی به ویژه در سلول‌های پلی مورفو نوکلئو نوتروفیل گرانولوسیت می‌گردند.

مواد مؤثر موجود در این گیاه تحرک سلول‌های دندریتی و فیزیولوژی سلولی مربوط به این فرایند را تحت تأثیر قرار می‌دهد به نحوی که سلول‌های تیمار شده در مقایسه با سلول‌های کنترل به نحو مؤثرتری به گره‌های لنفاوی و طحال مهاجرت می‌نمایند.

ترکیبات آلکلیل آمیدی با اثر بر گیرنده‌های کانابینوئیدی-۲ و از طریق مسیرهای پیام‌رسان از جمله cAMP سبب القای رونویسی mRNAفاکتور TNF-α در ماکروفاژهای انسانی می‌شوند.
- فعالیت آنتی‌ویروسی

عصاره گیاه اکیناسه خاصیت ضد ویروسی قوی بر علیه ویروس‌های گونه‌های A و B آنفلوآنزای انسانی، پرندگان و همچنین ویروس سینسیشیال تنفسی دارد.

عصاره این گیاه با مهار اتصال هماگلوتینین ویروس آنفلوآنزا به گیرنده میزبان و مهار فعالیت نورآمینیدازی ویروس از ورود آن به داخل سلول و ایجاد عفونت جلوگیری و از گسترش آن ممانعت به عمل می‌آورد. به نظر می‌رسد که عصاره اکیناسه با تحت تأثیر قرار دادن فاکتورهای رونویسی که مسئول رونویسی ژن‌های سایتوکاین‌ها به ویژه کموکاین‌ها هستند در مدولاسیون کموکاین‌ها و سایتوکاین‌ها مؤثر است.

با توجه به عدم مشاهده مقاومت ویروسی در نسل‌های بعدی ویروس‌های تیمار شده با عصاره اکیناسه می‌توان انتظار داشت که استفاده مداوم از این عصاره برخلاف داروهای ضد ویروس موجود موجب تولید گونه‌های مقاوم ویروس نگردد.

عصاره اکیناسه تأثیر زیادی علیه ویروس‌های درون سلولی ندارد از این رو این عصاره می‌تواند طی تماس‌های اولیه با ویروس اثر خود را اعمال نماید به این معنی که در آغاز و شروع عفونت یا طی انتقال ویروس از سلول‌های آلوده به سلول‌های دیگر می‌تواند بر ویروس اثر کند. بنابراین مصرف این فرآورده به عنوان پیشگیری‌کننده قبل و در ابتدای ابتلا به سرماخوردگی و آنفولانزا می‌تواند بیشترین تأثیر خود را داشته باشد.
- فعالیت آنتی باکتریالی

مواد مؤثر موجود در عصاره اکیناسه با خاصیت آنتی باکتریال قوی بر باکتری‌هایی مانند Stereptococcus pyogenes, Haemophilus influenzae, Legionella pneumophila و Clostridium difficile که از مهم‌ترین عوامل ایجاد عفونت‌های دستگاه تنفسی فوقانی و تحتانی مانند سینوزیت، برونشیت، تونسیلیتیس و پنومونیا هستند، تأثیر می‌گذارند.

از آنجاییکه آلوده شدن سلول به ویروس‌هایی مانند راینوویروس‌ها، ویروس سینسیشیال تنفسی و ویروس آنفلوآنزا امکان آلوده شدن به باکتری‌های خاصی مانند هموفیلوس آنفلوآنزا و استافیلوکوکوس پنومونیا (و نیز برعکس) را افزایش می‌دهند، عصاره اکیناسه با قابلیت غیرفعال‌سازی ویروس‌ها و باکتری‌ها و جلوگیری از ورود آن‌ها به درون سلول میزبان، از عفونت‌های هم‌زمان ویروسی و باکتریایی جلوگیری می‌نماید.

## خواص درمانی و کاربردها
بر اساس مطالعه‌ای که در نشریه پزشکی نیو انگلند منتش شده‌است، گیاه اکیناسه برخلاف باور عموم تأثیر معنی داری در پیشگیری از سرماخوردگی یا بهبود علائم آن ندارد، به‌طوری‌که تأثیر آن با دارونما برابری می‌کند.
البته در بعضی مطالعات اظهار شده‌است که اکیناسه و ترکیبات فعال آن روی سیستم ایمنی فاگوسیتی اثر دارد ولی روی سیستم ایمنی اختصاصی اثر ندارد. اما این مطالعات اغلب از سوی منابع مروج داروهای گیاهی منتشر شده‌اند. امروزه محصولات دارویی اکیناسه برای عفونت‌های باکتریایی، ویروسی، پروتوزوایی و قارچی به کار می‌رود. همچنین به عنوان ماده ضد التهاب و احتمالاً پیشگیری‌کننده مصرف می‌شود. (منبع ۳) اگر چه تعداد زیادی از ترکیبات فعال اکیناسه شناسایی شدند ولی مکانیسم عمل آن ناشناخته است.
بومیان آمریکا از اوایل قرن ۱۷ میلادی از این گیاه برای درمان مار گزیدگی، بیماری‌های لثه و دهان، سرماخوردگی و … استفاده می‌کرده‌اند. (منبع ۱)
مطالعات و تجارب علمی متعدد نشان دهنده اثر بخشی گیاه اکیناسه پورپوره آ به عنوان یک محرک ایمنی به دلیل چندین مکانیسم شناخته شده می‌باشد. ۱- فعال کردن عمل فاگوسیتوز و تحریک گرانولوسیتها ۲- افزایش فعالیت متابولیکی و باکتری‌خواری ماکروفاژها ۳- افزایش تولید لمفوکین‌ها توسط لمفوسیت‌ها. شیرآبه اندام هوائی گیاه اکیناسه پورپوره‌آ به‌طور چشمگیری درصد عمل فاگوسیتوزی گرانولوسیت‌های انسانی را افزایش داده و فاگوسیتوز ذرات مخمری را در شرایط این ویترو بالابرده است، همچنین بعد از درمان با این گیاه افزایش تولید اینترفرون گزارش شده‌است. فعالیت فارماکولوژیکی گیاه اکیناسه را نمی‌توان تنها به یک ترکیب واحد نسبت داد بلکه گروهی از ترکیبات شامل آلکامیدها، مشتقات اسید کافئیک، پلی‌ساکاریدهاو آلکن‌ها درگیر هستند. اثر محرک ایمنی این گیاه مربوط به آمیدهای لیپو فیلیک، الکامیدها و مشتقات اسید کافئیک است که از طریق تحریک فاگوسیتوز گرانولوسیت‌های چند هسته‌ای انجام می‌شود. پلی‌ساکاریدهای با وزن مولکولی زیاد شامل هتروکسیلان موجب فعال شدن فاگوسیتوز وآرابینوگالاکتان که آزاد شدن عامل نکروزکننده تومورها را سرعت بخشیده نیز در فعالیت تحریک سیستم ایمنی مؤثر هستند، همچنین تولید اینترلوکین -۱ واینترفرون بتا بعد از مصرف خوراکی این گیاه گزارش شده‌است. مطالعات بالینی انجام شده روی این گیاه به شرح زیر است.
اخیراً ۲۶ بررسی بالینی کنترل شده (۱۸ مورد اتفاقی راندم و ۱۱ مورد به صورت دو سو کور) به صورت سیستماتیک در آلمان به شرح زیر انجام شده‌است. در ۱۹ مورد مطالعه اثر پیشگیری‌کننده یا درمان عفونت‌ها، ۴ مورد اثر کاهش دهنده عوارض جانبی داروهای ضدسرطان و درسه مورد اثر تعدیل‌کننده ایمنی مورد بررسی قرارگرفته‌است. در این بررسی نتیجه گرفته شده که فراورده‌های محتوی گیاه اکیناسه دارای اثر مسلم و قطعی تحریک‌کننده قدرت دفاعی و ایمنی بدن است. ورزش به‌طور کلی عملکرد ایمنی بدن را تحریک می‌کند ولی ورزش سنگین برخی پاسخ‌های ایمنی را مهار می‌کند و سبب افزایش خطر ایجاد عفونت می‌شود. گزارش شده‌است که عصاره اکیناسه تغییرات ایمونولوژیکی ناشی از شرکت در مسابقه دو را به وضوح تنظیم می‌کند. گیاه مهر طلائی هم با داشتن آلکالوئیدهای بربرین، هیدراستین و کانادین دارای اثر بارز وازوکنستریکتور بوده و از داروهای مقوی، ضد تب نوبه‌ای و مدر محسوب می‌گردد. در مراکز گیاه درمانی آمریکای شمالی از این گیاه برای درمان عفونتهای باکتریایی، قارچی و انگلی به عنوان یک آنتی‌بیوتیک استفاده به عمل می‌آورند. آلکالوئید بربرین موجود در این گیاه اغلب باکتریهای مولد اسهال را از بین برده و بر ضد موجودات تک سلولی عامل بیماری‌ها بسیار مؤثر می‌باشد. بربرین افزون بر از بین بردن میکروب‌ها در تقویت سیستم دفاعی بدن نیز از طریق فعال کردن گلبول‌های سفید (ماکروفاژ) مؤثر می‌باشد. مطالعات جدید بر روی حیوانات آزمایشگاهی نشان داده‌است که مصرف مهر طلائی برای کوچک کردن تومورها مؤثر بوده و اخیراً آن را در ردیف داروهای ضد سرطان نیز طبقه‌بندی نموده‌اند.

## مشخصات
- نام عمومی: اکیناشا، سرخارگل
- نام علمی: Echinacea angustifolia
- نام خانواده: کاسنی
- نوع گیاه: بوته
- قسمت مورد استفاده: ریشه و ریزوم
- خواص درمانی: ضدعفونی‌کننده، ضدالتهاب، بازکننده عروق، تقویت‌کننده سیستم ایمنی
- طرز مصرف: دم کرده یا جوشانده ملایم
- توجه: در دوران بارداری و شیردهی نباید استفاده شود.
- ارتفاع: تا۹۰ سانتی‌متر
- زمان گلدهی:اواسط تابستان
- گل‌ها: با گلبرگ‌های ارغوانی آویخته یا گسترده در اطراف مرکز گل
- تکثیر: با تقسیم ریشه در اواخر زمستان یا اوایل بهار
- نیازها: خاک (در هر نوع خاک باغچه)، آب (در هفته ۳ بار)، نور (آفتاب و سایه) و رطوبت (متوسط).